# Karl Rudolf Brommy

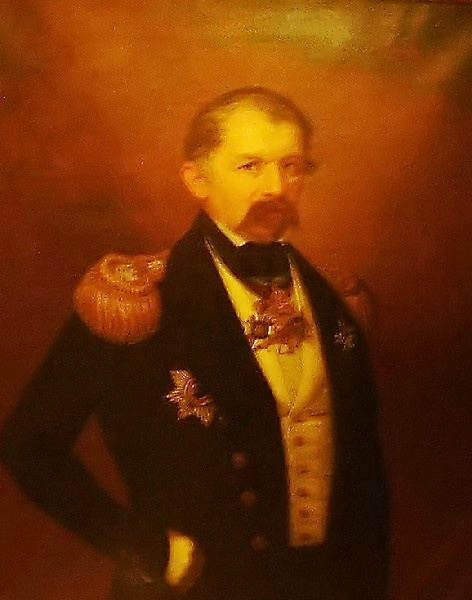
Konteradmiral Karl Rudolf Brommy von Ernst Wilhelm Straßberger um 1855 im Stadtgeschichtlichen Museum Leipzig

Karl Rudolf Brommy, eigentlich Karl Rudolf (Carl Rudolph) Bromme (* 10. September 1804 in Anger; † 9. Januar 1860 in Lesum) war ein Marineoffizier und deutscher Konteradmiral. Er war ab 1849 Befehlshaber der Reichsflotte, der ersten gesamtdeutschen Marine.

## Leben

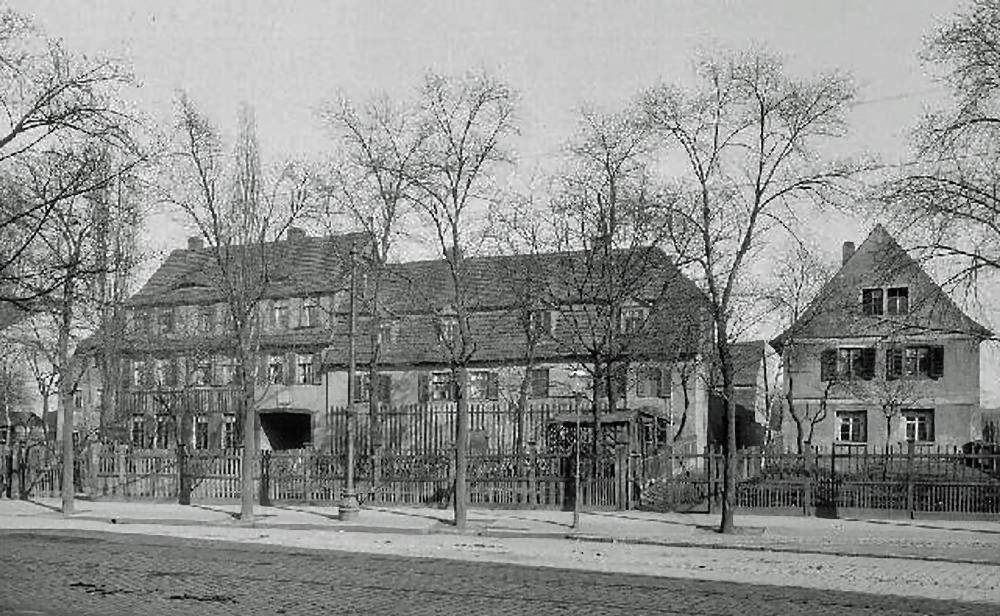
Brommys Geburtshaus um 1900; Gedenktafel über der Toreinfahrt (1929 abgerissen)

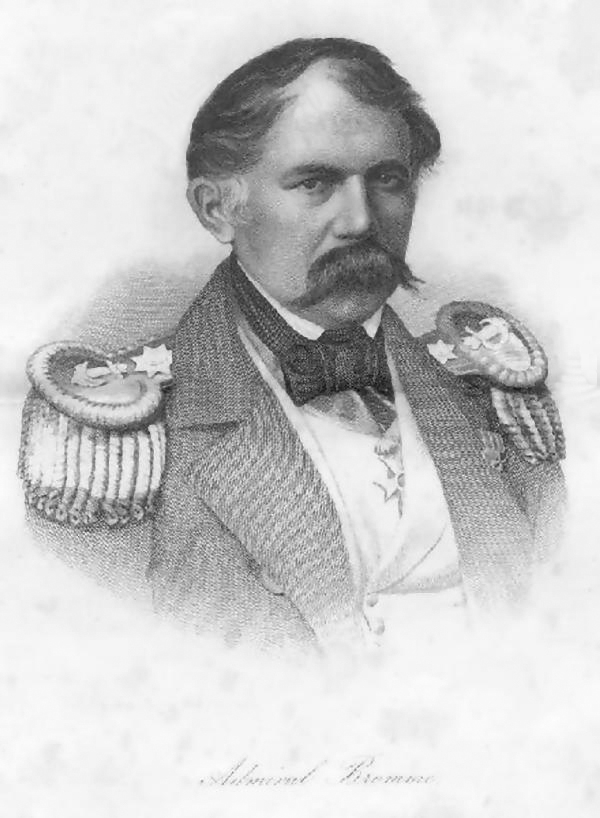
Karl Rudolf Brommy

### Jugend und Ausbildung
Karl Rudolf war das fünfte Kind des Gerichtsschöffen Johann Simon Bromme (1758–1808) und dessen Frau Friederike Louise, geb. Berthold (1771–1806). Sein Geburtshaus stand in Anger, einem Dorf bei Leipzig, das 1889 nach Leipzig eingemeindet wurde. Bereits im Kindesalter verlor er seine Eltern. Im Jahr 1818 erhielt er von seinem Vormund die Einwilligung, Seemann zu werden. Er lernte an der Navigationsschule Hamburg und trat danach auf der Brigg Heinrich seine erste Seereise an.

### Dienst in ausländischen Marinen
Über die frühen Seefahrtsjahre Brommes nach Verlassen der Navigationsschule in Hamburg im Sommer 1820 gibt es nur lückenhafte Aufzeichnungen. Mit der Brigg Heinrich machte er offenbar einige Reisen nach Mittelamerika. Nach eigenen Angaben heuerte er ab 1822 auf verschiedenen US-amerikanischen Segelschiffen an und wurde 1826 zum Captain befördert. In dieser Zeit änderte er auch die Schreibweise seines Namens nach der englischen Aussprache in Brommy. Für seine angebliche Beteiligung am chilenischen und später am brasilianischen Befreiungskampf gibt es keine Belege.
1827 wurde er ein Mitglied im Bund der Freimaurer, seine Loge Apollo ist in Leipzig ansässig.
Angeregt durch Berichte über Thomas Cochrane, den an diesen Freiheitskriegen beteiligten britischen Admiral, schloss sich Brommy 1827 den Griechen in deren Unabhängigkeitskrieg an. Von 1827 bis 1828 führte Cochrane die Griechische Marine im Kampf gegen die Türken und Ägypter. Brommy war, nunmehr im Rang eines Korvettenkapitäns, in ihre Dienste getreten. Zunächst war er ab dem 27. April 1827 Erster Offizier der 64-Kanonen-Segelfregatte Hellas (ex. amerik. Hope), anschließend in gleicher Funktion auf der 26-Kanonen-Segelkorvette Hydra, mit der er an der Bekämpfung der Piraterie im Archipel und an der Ausräucherung der Piratenhochburg Grabusa beteiligt war. Am 11. Juni 1828 wurde Brommy zum Fregattenkapitän befördert und Kommandant der 6×68-Pfünder-Raddampf-Korvette Epichirisis. Im Geschwader des griechischen Admirals Miaoulis nahm Brommy an Kämpfen vor Preveza (Golf von Arta) teil und war an der Eroberung von Messolongi beteiligt.
1831 verließ Brommy das Land und unternahm wissenschaftliche Reisen durch Frankreich, England und Deutschland. Anschließend kehrte er nach Sachsen zurück. In Meißen veröffentlichte er unter dem Pseudonym R. Termo einen autobiographischen Roman.
1832 wurde der bayrische Prinz Otto von Wittelsbach als Otto I. König von Griechenland. Der griechischen Delegation unter Admiral Miaoulis, die den König von München in sein neues Reich begleiten sollte, schloss sich auch Brommy an. Er wurde am 16. November 1832 wieder in seinem alten Dienstgrad Offizier der griechischen Marine. Gleichzeitig wurde er Kommandant eines alten Raddampfers, der Hermes und ein halbes Jahr später auf dessen Schwesterschiff Mercur. Zugleich war Brommy Mitglied einer Marinekommission, Hafenkapitän und später Präfekt der von König Otto I. eingerichteten Seepräfektur in Poros. Diesen Dienstposten musste er 1835 wieder verlassen, nachdem er durch ein Kriegsgerichtsverfahren zu 4 Monaten Arrest und 60 Drachmen Geldstrafe verurteilt wurde. Er hatte in Notwehr einen Unteroffizier geohrfeigt.
Während der folgenden Dienstzeit im Marineministerium erstellte Brommy einen neuen Organisationsplan für die griechische Marine. Später wurde er stellvertretender Kommandeur der Militärschule, zunächst in Ägina, dann in Piräus. Sein Wunsch nach Einrichtung einer eigenen Marineschule ging für ihn während seiner Dienstzeit in Griechenland nicht in Erfüllung. Nach seinen Vorstellungen sollte eine Marineschule auf einem Schiff eingerichtet werden, um der Praxis auf See so nahe wie möglich zu sein. In mehreren Vorträgen vor König Otto warb Brommy für seinen Gedanken, jedoch ohne Erfolg. Selbst als 1848 der griechische Korvettenkapitän Leonid Palaskas die gleiche Idee hatte und sogar auf der Fregatte Ludovicos probeweise eine schwimmende Marineschule einrichtete, scheiterte er am Widerstand der griechischen Marineführung.
Nach einem erneuten Aufruhr im Jahre 1843 für eine neue Verfassung mussten alle Fremden das Land verlassen, doch Brommy durfte wegen seiner Verdienste bleiben. Er wurde zwar zur Disposition gestellt, zugleich aber zum Mitglied des Marinegerichts ernannt, das er zeitweise als Erster Vorsitzender führte. Angeblich soll sich Brommy ab diesem Datum vorwiegend in Berlin aufgehalten haben.

### Aufbau deutscher Seestreitkräfte
Hauptartikel: Reichsflotte

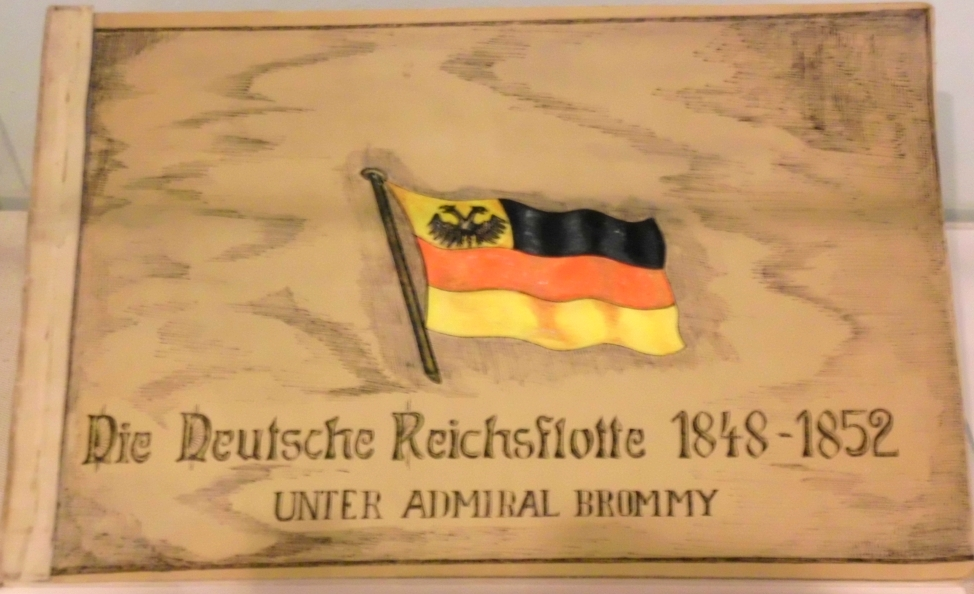
Die Deutsche Reichsflotte 1848–1852 unter Admiral Brommy

1845 bewarb sich Brommy mit einem Gesuch an den preußischen König Friedrich Wilhelm IV. um die Übernahme in die preußische Marine, das jedoch abgelehnt wurde. Die Veröffentlichung seines Lehrbuches Die Marine - eine gemeinverständliche Darstellung des gesamten Seewesens für Gebildete aller Stände erfolgte 1849 in Berlin. Infolge der revolutionären Ereignisse von 1848 wurde in den deutschen Staaten der Ruf nach einer eigenen Flotte lauter. In einem Schreiben an den Präsidenten der Frankfurter Nationalversammlung, Heinrich von Gagern, vom 23. Juli 1848 bot Brommy seine Hilfe beim Aufbau der deutschen Reichsflotte an. Er wurde im Antwortschreiben vom 4. November 1848 von Handelsminister Arnold Duckwitz aufgefordert, nach Frankfurt zu kommen, wo Brommy Anfang des Jahres 1849 eintraf. Brommy hatte von seinem griechischen König einen sechsmonatigen Urlaub erhalten, während dessen er sich entscheiden konnte, ob er in Deutschland bliebe oder nach Griechenland zurückkehren wolle. Brommy entschied sich zu bleiben und reichte am 19. April 1849 sein Abschiedsgesuch beim griechischen König ein.

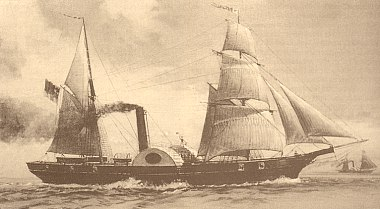
Barbarossa

Zunächst arbeitete Brommy in der technischen Marinekommission der Marineabteilung. Nachdem deren Leiter, Prinz Adalbert von Preußen, vom preußischen König aus dieser Position abberufen worden war, übernahm Brommy dieses Amt. Am 18. März 1849 wurde Brommy Oberbefehlshaber der Nordseeflottille mit seinem Flaggschiff Barbarossa in Brake. Die Seehafenstadt Brake wurde zu dieser Zeit zur provisorischen Marinestation der ersten deutschen Flotte. Militärische Verstärkung erhielt Brommy zudem durch die Hamburger Flottille.
Mit Beginn des Schleswig-Holsteinischen Krieges gegen Dänemark wurde Brommy am 3. April 1849 als Kapitän zur See Leiter der Seezeugmeisterei in Bremerhaven, die als Arsenal für die aufzubauende Flotte diente. Trotz großer materieller, personeller und finanzieller Probleme gelang es Brommy, eine kleine Flotte für den Kampf gegen Dänemark aufzustellen. Sie bestand zunächst aus neun seetüchtigen Raddampfern, zwei Segelschiffen und 27 Ruderkanonenbooten. Für die Besetzung der höheren Offiziersstellen musste Brommy mangels genügend einheimischem Personal meist auf Briten und Belgier zurückgreifen. Der erste und einzige Kampfeinsatz der deutschen Flotte unter Brommy gegen die Dänen endete am 4. Juni 1849 mit dem Abbruch des Gefechts vor dem damals britischen Helgoland zur Vermeidung eines Konflikts mit Großbritannien (→Seegefecht bei Helgoland).
Am 23. November 1849 wurde Brommy vom Reichsverweser Erzherzog Johann von Österreich zum Konteradmiral ernannt. Bereits am 20. Dezember legte der Reichsverweser seine Befugnisse zugunsten einer österreichisch-preußischen Bundeszentralkommission nieder. 1850/1851 wurde der Deutsche Bund wiederhergestellt. Brommy war weiter um den Aufbau der Flotte bemüht, stieß aber bei den deutschen Staaten zunehmend auf Widerstand. Keiner wollte die Flotte mit ihren Kosten übernehmen.
Am 2. April 1852 beschloss der Bundestag in Frankfurt am Main die Auflösung der Flotte; diese Aufgabe übertrug man einem Bundeskommissar, Laurenz Hannibal Fischer. Brommy setzte sich in dieser Situation für seine von Entlassung bedrohten Mitarbeiter und Unterstellten ein. Die Schiffe der Flotte wurden noch im gleichen Jahr, meist unter Wert, versteigert. Zwei moderne Schiffe übernahm Preußen. Am 31. März 1853 unterzeichnete Brommy den Abschlussbefehl und mit der Auflösung aller Marinebehörden und der Entlassung des noch in Dienst stehenden Personals am 1. April 1853 endete die Geschichte der ersten deutschen Flotte. Brommy heiratete in dieser für ihn schweren Zeit Caroline Gross, die Tochter eines Kaufmanns und Hotelbesitzers aus Brake (Unterweser).

### Spätere Jahre
Seinen Abschied erhielt Konteradmiral Brommy am 30. Juni 1853. Vom deutschen Bund wurde ihm eine einmalige Abfindung von 2500 Talern zugebilligt. Erst später wurde ihm eine monatliche Pension von 125 Talern für die Dauer seiner Nichtbeschäftigung zugestanden. Seine Bewerbung bei der preußischen Marine wurde abgelehnt. Im Juni 1857 übernahm Brommy eine Stelle als technischer Referent in der k.k. österreichischen Marine in Mailand, musste diese Tätigkeit aber nach wenigen Monaten wegen seines schlechten Gesundheitszustands wieder aufgeben. Mit seiner Frau und seinem Sohn Carl Traugott Gerhard lebte er enttäuscht und zurückgezogen im Haus Schwalbenklippe in (Bremen-)Burglesum, wo er 1860 starb und ihm in jüngster Zeit ein Denkmal am Ufer der Lesum errichtet wurde. In die schwarz-rot-goldene Flagge seines Flaggschiffs Barbarossa gehüllt, wurde sein Sarg auf dem Dampfer Merkur auf den Friedhof des Dorfs Kirchhammelwarden (heute Stadtteil von Brake) zur Beisetzung überführt.
Ein Gedenkstein auf seinem Grab trägt die Inschrift:
Der ersten deutschen Flotte Admiral.

Gedenkt des Wackren und gedenkt der Zeiten,

an schöner Hoffnung reich und bittrer Täuschung,

Brommy galt als liberaler Schöngeist, der sich nicht nur als Marineoffizier, sondern auch als Schriftsteller und Komponist betätigte.

## Erinnerung an Brommy

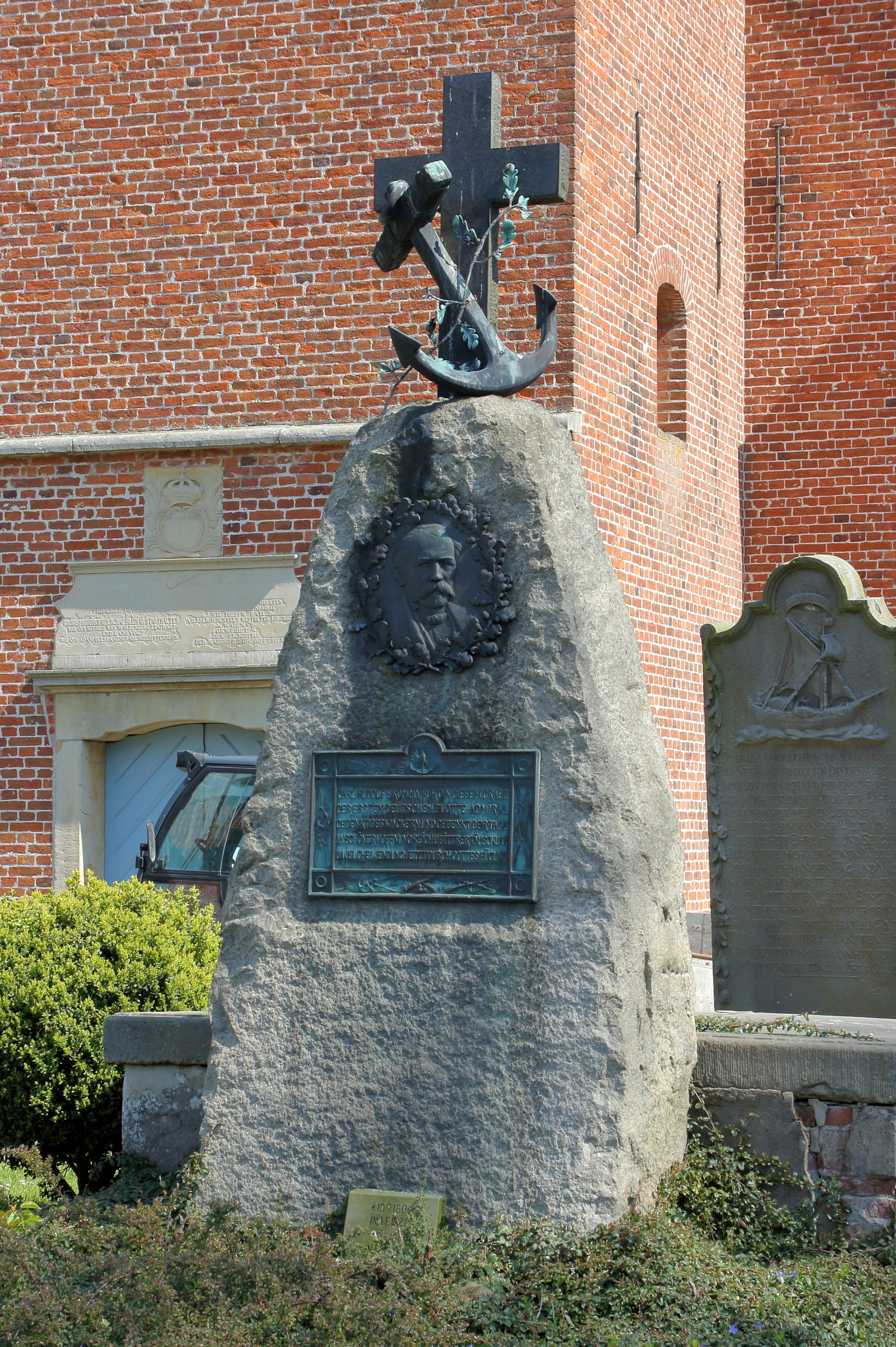
Grabdenkmal für Admiral Brommy auf dem Friedhof in Brake-Kirchhammelwarden

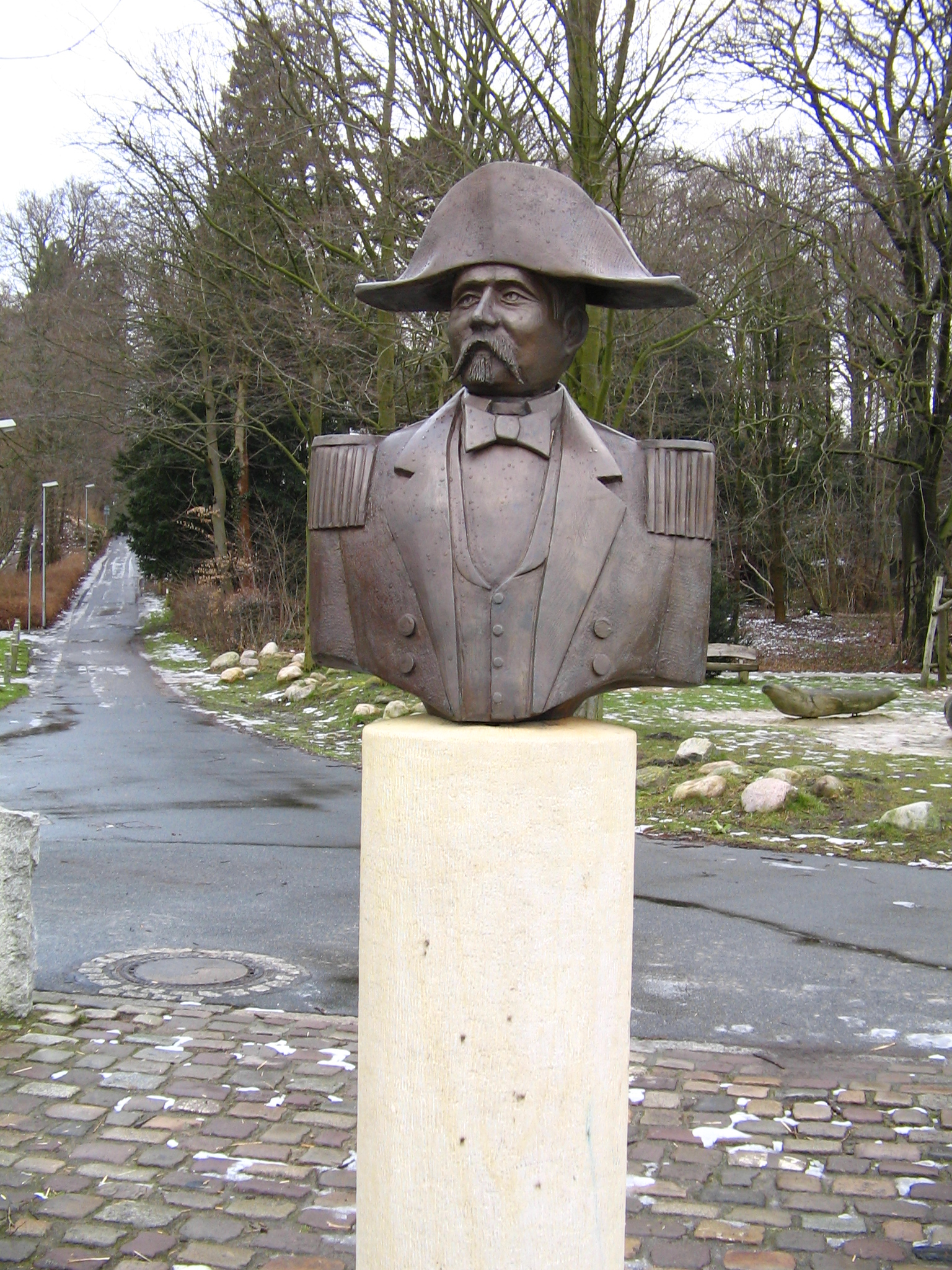
Admiral-Brommy-Büste im Knoops Park in Bremen St. Magnus

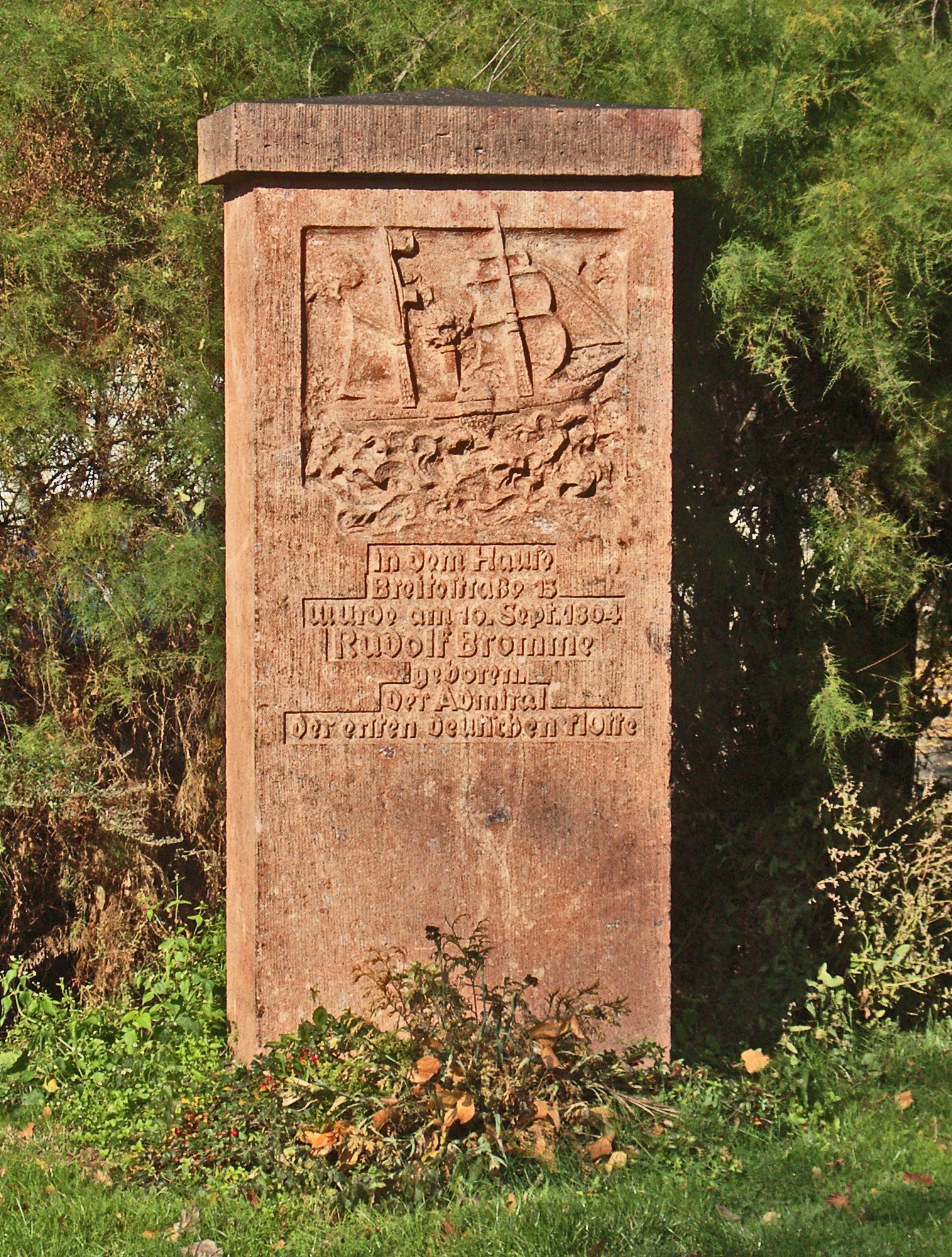
Bromme-Denkmal in der Nähe seines ehemaligen Geburtshauses in
Leipzig-Anger-Crottendorf

### Denkmale
- Grabdenkmal auf dem Friedhof von Brake-Kirchhammelwarden, 1904 neu gestaltet durch den Bildhauer Roland Engelhard
- Admiral-Brommy-Büste (Thomas Recker, 2004) in Bremen-Burglesum in unmittelbarer Nähe zu Knoops Park
- Brommedenkmal an der Breiten Straße in Leipzig in der Nähe des ehemaligen Standorts seines Geburtshauses

### Museum
- Schiffahrtsmuseum der oldenburgischen Unterweser in Brake mit Sammlungsschwerpunkt Admiral Brommy

### Straßen und Plätze
Nach Karl Rudolf Brommy wurden mehrere Straßen und Plätze benannt:
- Die Brommybrücke über die Spree in Berlin zwischen den Brommystraßen von Kreuzberg (hier mit der Widmung am Straßenschild: „erster Admiral“) nach Friedrichshain.[8]
- Der Brommy-Platz in Bremen im Ortsteil Peterswerder im Stadtteil Östliche Vorstadt.
- Der Admiral-Brommy-Weg in Bremen, in den Ortsteilen St. Magnus und Lesum im Stadtteil Burglesum.
- Die Brommystraße in Bremerhaven (Ortsteil Geestemünde)
- Die Brommystraße in Wilhelmshaven mit angrenzendem Park Brommygrün.
- Die Brommystraße (seit 1908) in Oldenburg, Stadtteil Nadorst.
- Die ehemalige Brommestraße in Leipzig (1885–1950, seitdem Harnackstraße), seit 2010 an anderer Stelle ein Brommeweg.[9]
- Die Brommystraße in Brake/Unterweser, führt vom Hafen zur ehemaligen Brommy-Kaserne (Marine-Ausbildungsbataillon 4).
- Die "Brommy-Brücke", die im Zuge der Neustadtstraße über den Kanalhafen in Brake führt.

### Schiffe
- Die Tecklenborg-Werft in Geestemünde lieferte 1851 die Bark Admiral Brommy ab.
- Die Werft der Gebrüder Gross in Hammelwarden, Schwager von Brommy, lieferten 1860 die Bark Admiral Brommy ab.
- Die Kriegsmarine benannte am 26. November 1937 das ehemalige Minensuchboot M 50 in Brommy um und setzte es als Räumbootbegleitschiff ein.
- 1938 wurde der ehemalige US-amerikanische Frachter Nawitka (Baujahr 1919, Größe 3.550 t, National Shipbuilding, Orange (Texas)), nach einer Havarie in der Elbmündung 1925 vom „Hafenbetriebsverein Bremen“ gekauft und 1928 als Ausbildungsschiff für die Seeleute des Norddeutschen Lloyd, der das Schiff bis zur Übernahme durch die Nationalsozialisten bereederte, in Dienst gestellt. Nach ihrer Umbenennung in „Admiral Brommy“ wurde das Schiff 1936 in den Holz- und Industriehafen in Bremen als Seemannsschule verlegt. Es wurden dort junge Männer, die Seemann werden wollten, ausgebildet. Die HJ hatte dabei einen großen Anteil. Ab 1940 wurde die „Admiral Brommy“ als Kriegsgefangenenlager für bis zu 690 Kriegsgefangene eingerichtet. Wegen der unhaltbaren Zustände an Bord wurde es 1942 geräumt und die Kriegsgefangenen, allesamt Franzosen, in einem Schuppen – als Lager Admiral Brommy – untergebracht, später kamen noch ukrainische Zwangsarbeiter hinzu. Am 13. Dezember 1943 fiel das Schiff im Bremer Holz- und Industriehafen einem Bombenangriff zum Opfer, brannte vollständig aus und sank auf ebenem Kiel.
- In der Bundesmarine gab es von 1959 bis 1965 die Schulfregatte Brommy.

### Kaserne
- Die ehemalige Admiral-Brommy-Kaserne in Brake (Unterweser), 1936 erbaut, bestand bis 1997.
- Die Marineschule Bremerhaven (Marineoperationsschule) wurde 2024 in Admiral Brommy Kaserne umbenannt.[10]

### Gaststätten
- In Oldenburg existierte in den 1930er Jahren an der Nadorster Straße die Gaststätte Zum Admiral Brommy, vermutlich benannt nach der dort abzweigenden Brommystraße. Die Gaststätte war 1934 Sturmlokal der Motor-SA.[11]
- Im Bremer Stadtteil Östliche Vorstadt (Ortsteil Peterswerder) besteht die nach ihm benannte Kneipe Brommy.
- Im Ratskeller Leipzig gibt es einen Admiral-Bromme-Raum, der für Bankette und Feiern genutzt wird.

### Gesellschaft
- Im August 2009 wurde die Carl Rudolph Bromme Gesellschaft Leipzig e. V. gegründet.[12]

### Film
Brommy, dargestellt durch Herbert Hübner, spielt eine wichtige Rolle in dem Propagandafilm Geheimakte W.B. 1 von Herbert Selpin (D 1941); einer Biographie über den U-Bootkonstrukteur Wilhelm Bauer.